# Семененково
Семененково (укр. Семененкове, до 2016 года — укр. Кірова) — село, Кировский сельский совет, Вольнянский район, Запорожская область, Украина.
Код КОАТУУ — 2321582001. Население по переписи 2001 года составляло 456 человек.
Является административным центром Кировского сельского совета, в который, кроме того, входят сёла Берестовое, Василевка, Овчарное, Любомировка, Новоукраинка, Першозвановка и Шевченково.

## Географическое положение
Село Семененково находится на левом берегу реки Солёная, выше по течению на расстоянии в 1 км расположено село Василевка, ниже по течению на расстоянии в 1 км расположено село Берестовое.

## История
- 1907 год — дата основания как хутор Симоненков.
- В 1935 году переименовано в село Кирова.
- В 2016 году переименовано в село Семененково.

## Объекты социальной сферы
- Школа.
- Детский сад.
- Дом культуры.
- Фельдшерско-акушерский пункт.

## Достопримечательности
- Братская могила советских воинов.